# Arimudo
Arimudo (Arimuth) foi um oficial bizantino de possível origem gótica do século VI, ativo durante o reinado do imperador Justiniano (r. 527–565). Em 552, foi um dos oficiais reunidos na Ilíria para opor-se a Goar e Ildigisal. Ele e seus colegas (Arácio, Leoniano e Recitango) foram surpreendidos enquanto bebiam água de um rio e foram mortos.